# Do It to Me
Singles de Lionel Richie
Se La (en)
(1987) My Destiny
(1992)
Clip vidéo
[vidéo] « Do It to Me », sur YouTube
Do It to Me est une chanson du chanteur américain Lionel Richie parue sur son album Back to Front. Elle est sortie le 14 juin 1992 comme premier single de l'album. La chanson est écrite et produite par Lionel Richie et co-produite par Stewart Levine. La chanson échantillonne le break de batterie de Sneakin' in the Back de Tom Scott.
Do It to Me a obtenu un certain succès dans divers pays européens, atteignant notamment le top dix en France et en Norvège. Aux États-Unis, le single a atteint la 21e place du Billboard Hot 100, ainsi que la première place du classement Hot R&B Singles.

## Liste de titres
| 1. | Do It to Me (Single Radio Edit) | 4:37 |
| 2. | Ballerina Girl                  | 3:35 |

| 1. | Do It to Me (Single Radio Edit) | 4:37 |
| 2. | Do It to Me (Instrumental)      | 6:03 |
| 3. | Do It to Me (Extended)          | 6:03 |
| 4. | Ballerina Girl                  | 3:35 |

## Classements
| Classements (1992)                     | Meilleure position |
| -------------------------------------- | ------------------ |
| Allemagne (GfK Entertainment)          | 26                 |
| Australie (ARIA)                       | 45                 |
| Autriche (Ö3 Austria Top 40)           | 23                 |
| Belgique (Flandre Ultratop 50 Singles) | 11                 |
| États-Unis (Hot 100)                   | 21                 |
| États-Unis (Hot R&B Singles)           | 1                  |
| États-Unis (Adult Contemporary)        | 3                  |
| France (SNEP)                          | 6                  |
| Irlande (IRMA)                         | 28                 |
| Norvège (VG-lista)                     | 7                  |
| Nouvelle-Zélande (RMNZ)                | 29                 |
| Pays-Bas (Nederlandse Top 40)          | 15                 |
| Pays-Bas (Single Top 100)              | 12                 |
| Royaume-Uni (UK Singles Chart)         | 33                 |
| Suisse (Schweizer Hitparade)           | 12                 |

| Classements (1992)              | Position |
| ------------------------------- | -------- |
| Allemagne (GfK Entertainment)   | 83       |
| Belgique (Flandre Ultratop)     | 78       |
| États-Unis (Adult Contemporary) | 21       |
| États-Unis (Hot R&B Singles)    | 43       |
| Europe (Adult Contemporary)     | 23       |